# 동갑동물
동갑류(胴甲類) 또는 동갑동물(胴甲動物)은 바다의 퇴적층에 사는 작은 해양 동물의 문(門)으로, 8개의 속에 22종이 명명되어 있다. 이 명명된 종들을 제외하고도, 약 100여 종들이 수집되어 있으나 아직 명명되지 않았다. 이들의 크기는 100 µm에서 약 1 mm 정도이다. 특징으로는 피갑(被甲, lorica)이라고 불리는 보호 외피를 지니고 있으며, 바다 속 자갈 사이 공간에서 자갈에 자신 몸을 부착시켜서 산다. 이 동갑동물은 1983년 라인하르트 크리스텐센에 의해 프랑스 로스코프에서 발견되었다. 이들은 후생동물군 중에서 가장 최근에 발견된 그룹에 속한다. 이들은 하층 바닥에 단단하게 부착되어 살기 때문에, 오랫동안 미발견 상태로 남아 있었다. 첫 표본은 1970년대에 수집되었고, 1983년에 명명되었다. 이들은 다양한 깊이, 여러 종류의 퇴적층, 그리고 모든 위도 상에서 발견된다.
이 동물은 피갑뿐만 아니라, 하나의 머리와 입 그리고 소화 기관으로 이루어져 있다. 갑옷같은 피갑은 하나의 보호 외피 또는 종벽(縱壁, plica)을 둘러싸는 용기로 이루어져 있다. 순환계통도 없으며, 내분비계통도 없다. 유생의 대부분은 무체강동물이며, 성체의 일부는 의체강이고 일부는 무체강에서 발생을 멈춘다. 발생은 대체로 직접적이며, 히긴스유생으로 불리고 여러 면에서 성체와는 다르다. 이 동물들은 성체에서 암수딴몸이다. pliciloricid의 매우 복잡하고 유연한 생활환은 또한 유생생식 단계를 포함하고 있는 데, 이는 단위생식 번식과는 다른 형태이다. 이들은 현재의 화석 기록에서는 알려진 바가 없다.
가장 가까운 관계에 있는 동물은 동문동물과 새예동물로 간주하며, 함께 유극동물로 분류한다. 이 세 동물은 공통적으로 네 가지의 특징 – 키틴질의 큐티클, 극열(棘列, scalid) 배열, 꽃모양의 미부 감각기(flosculi), 그리고 안쪽으로 끌어 넣는 두 개의 환 - 을 공유하고 있다.

## 하위 분류
- Nanaloricidae
  - Armorloricus
  - Australoricus
  - Nanaloricus
  - Phoeniciloricus
  - Spinoloricus
- Pliciloricidae
  - Pliciloricus
  - Rugiloricus
  - Titaniloricus
- Urnaloricidae